# Benedictinas Samaritanas de la Cruz de Cristo
La Congregación de Hermanas Benedictinas Samaritanas de la Cruz de Cristo (oficialmente en polaco: Zgromadzenie Sióstr Benedyktynek-Samarytanek Krzyża Chrystusowego) es una congregación religiosa católica femenina de vida apostólica y de derecho pontificio, fundada por la religiosa polaca Vicenta de la Pasión del Señor, en Varsovia, en 1926. A las religiosas de este instituto se les conoce como samaritanas.

## Historia

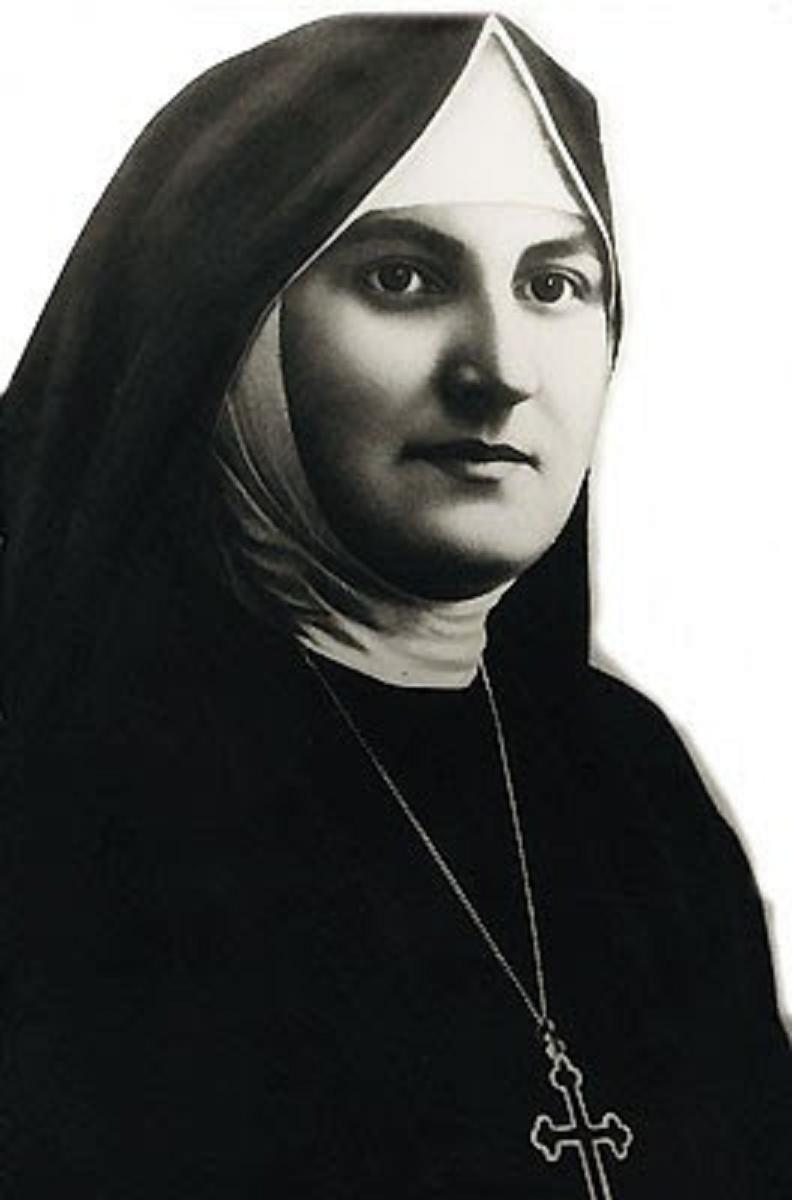
Vicenta de la Pasión del Señor (1900-1937), fundadora de la congregación.

La congregación fue fundada por la religiosa polaca Vicenta de la Pasión del Señor (Jadwiga Jaroszewska), en 1926, en Varsovia. El instituto recibió la aprobación diocesana de parte del cardenal Aleksander Kakowski, arzobispo del lugar, el 8 de diciembre de 1932, eligiendo a la fundadora como superiora general, cargo que desempeñó hasta su muerte (1937). En 1965 fue agregada a la Orden de San Benito y el 7 de abril de 1954 recibió la aprobación de la Santa Sede, como congregación religiosa de derecho pontificio.

## Organización
La Congregación de Hermanas Benedictinas Samaritanas de la Cruz de Cristo es un instituto religioso pontificio centralizado, cuyo gobierno es ejercido por la superiora general, elegida para un periodo de seis años, que se pueden repetir. La sede central se encuentra en Varsovia (Polonia). El instituto hace parte de la Confederación Benedictina.
Las samaritanas se dedican a educación de la juventud, a la pastoral sanitaria y otras actividades, como pastoral penitenciaria y atención de niños discapacitados, viven según la Regla de san Benito y visten un hábito compuesto por túnica, escapulario y velo negro, el cual pueden cambiar por blanco, según las condiciones climáticas del lugar donde se encuentren o la salud física de una particular religiosa. En 2015, el instituto contaba con unas 123 religiosas y 14 conventos, presentes todos en Polonia.